# Gottfrid Pontén
Axel Gottfrid Daniel Pontén, född 28 februari 1891 i Bergsjö församling i Gävleborgs län, död 3 mars 1984 i Sandvikens församling i samma län, var en svensk präst.
Gottfrid Pontén var son till kontraktsprosten Gustaf Pontén och hans tredje hustru Anna Hägerman samt bror till Ernst Pontén. Familjen tillhörde prästsläkten Pontén från Småland. Efter studentexamen i Hudiksvall 1909 läste han i Uppsala och blev filosofie kandidat där 1912 samt teologie kandidat 1916. Efter prästvigningen där samma år blev han kyrkoadjunkt i Hudiksvalls församling, fortsatte sin prästgärning som komminister i Häverö församling 1918, blev kyrkoherde i Rasbo församling 1924 och i Sandvikens församling 1932–1958. Samtliga angivna församlingar tillhör Uppsala stift. Han var också kontraktsprost i Gästriklands östra kontrakt 1942–1958.
Han var ledamot i Uppsala domkapitel 1948–1958 och i kyrkomötet 1951 samt vice ordförande i Svenska eldbegängelseföreningarnas centralstyrelse 1958–1963. Han var ordförande i skolstyrelsen i Rasbo 1924–1932, i kyrkofullmäktige i Sandviken 1936–1963 och inspektor vid Sandvikens högre allmänna läroverk 1953–1958. Pontén var ledamot av Vasaorden.
Gottfrid Pontén gifte sig 1918 med Gertrud Lundberg (1893–1977), dotter till revisor Josef Lundberg och Klara Gillberg. De fick tre barn: skogvaktaren Nils Pontén (1921–2009), plastikkirurgen Bengt Pontén (1923–2007) och sjuksköterskan Britta Pontén Karlsson 1925-2015..